# 瑙米夫卡 (科留科夫卡區)
51°50′1″N 32°11′38″E / 51.83361°N 32.19389°E
瑙米夫卡（烏克蘭語：Наумівка），是烏克蘭北部的村莊，隸屬切爾尼希夫州的科留基夫卡區。該村始建於1600年，面積3.73平方公里，海拔高度135米，2015年人口1,382，人口密度每平方公里381.7人。